# Закон о защите прав потребителей
Закон Российской Федерации «О защите прав потребителей» — закон Российской Федерации, регулирующий отношения, возникающие между потребителями и изготовителями, исполнителями, продавцами, импортерами при продаже товаров (выполнении работ, оказании услуг), устанавливающий права потребителей на приобретение товаров (работ, услуг) надлежащего качества и безопасных для жизни, здоровья, имущества потребителей и окружающей среды, получение информации о товарах (работах, услугах) и об их изготовителях (исполнителях, продавцах), просвещение, государственную и общественную защиту их интересов, а также определяющий механизм реализации этих прав.

## Современный российский закон
Действующий сегодня Закон РФ от 7 февраля 1992 года № 2300-I «О защите прав потребителей» введён в действие со дня первого официального опубликования в «Российской газете» от 7 апреля 1992 года. Пункт 5 статьи 5 Закона был введён в действие с 1 мая 1992 года. В текст закона неоднократно вводились изменения и дополнения.
Закон состоит из преамбулы; общих положений; главы о защите прав потребителей при продаже товаров потребителям; главы о защите прав потребителей при выполнении работ (оказании услуг); а также главы о государственной и общественной защите прав потребителей.
О порядке применения судами данного закона даны разъяснения Постановлением Пленума Верховного Суда РФ от 28 июня 2012 года № 17 «О практике рассмотрения судами дел о защите прав потребителей» в части:
- Отношений, регулируемых законодательством о защите прав потребителей;
- Существенных недостатков товара (работы, услуги), недостатков технически сложного товара;
- Процессуальных особенностей рассмотрения дел о защите прав потребителей;
- Способов защиты и восстановления нарушенных прав потребителей.

В 2019 году был принят Закон о предустановке российского ПО на импортную электронику, в статью 4 Закона были внесены изменения, которые предусматривают обязательную предварительную установку российских программ для ЭВМ на телевизоры с цифровым блоком управления, имеющие возможность установки программ из магазинов приложений (Smart-TV), стационарные и портативные компьютеры, смартфоны и планшетные компьютеры и вводят запрет на продажу в РФ устройств без предустановленного российского программного обеспечения.